# エドギフ・オブ・ウェセックス
エドギフ・オブ・ウェセックス（英語：Eadgifu of Wessex, 古英語：Ēadgifu, 902年 - 955年ごろ12月26日）またはエドギヴァ（Edgiva）、オギーヴ（Ogive）は、ウェセックスおよびイングランド王エドワード長兄王とその2番目の妃エルフフェドとの間の娘である。西フランク王シャルル3世の2番目の妃。フランス語でエドウィジュ（Edwige）。

## 生涯
エドギフの姉妹エドギタは神聖ローマ皇帝オットー1世と、エドヒルドはフランス公ユーグ大公とそれぞれ結婚している。エドギフは919年に西フランク王シャルル3世の2番目の妃となり、後の西フランク王ルイ4世を産んだ。
シャルル3世は922年に廃位され、翌923年にソワソンの戦いで敗北した後、新王ロベール1世と同盟を結んでいたヴェルマンドワ伯エルベール2世に捕らえられ幽閉された。923年、息子ルイの安全を確保するため、エドギフはルイとともに故郷イングランド王国の異母兄アゼルスタンの宮廷に避難した。このため、ルイ4世は「ウトラメール（海外の）」という名で呼ばれる。ルイは936年までイングランドに滞在し、その後王位につくためフランスに呼び戻された。このとき、エドギフも息子ルイとともにフランスへ渡った。
エドギフはランの修道院に隠棲したが、951年にオモワ伯エルベール3世（ヴェルマンドワ伯エルベール2世の息子）に誘拐され、エルベール3世と結婚した。息子ルイ4世はこれに激怒したという。